# Gare de Clarens
La gare de Clarens est une gare ferroviaire de la localité de Clarens appartenant à la commune suisse de Montreux dans le canton de Vaud.

## Situation ferroviaire
Établie à 399,8 mètres d'altitude, la gare de Clarens est située au point kilométrique 23,10 de la ligne du Simplon, entre les gares de Burier (en direction de Lausanne) et de Montreux (vers Brigue).
Elle est dotée de deux voies entourées par deux quais latéraux.

## Histoire
La gare de Clarens a été mise en service en 1861 avec l'ouverture du tronçon Lausanne - Villeneuve de la ligne du Simplon. Elle a été dotée d'un buffet en 1911.

## Service des voyageurs

### Accueil
Gare des CFF, elle est dotée d'un bâtiment voyageurs et de distributeurs automatiques de titres de transports sur les quais. La gare n'est pas accessible aux personnes à mobilité réduite.
Elle dispose d'un parc relais d'une capacité de 47 places de voitures.

### Desserte
La gare fait partie du réseau express régional vaudois, assurant des liaisons rapides à fréquence élevée dans l'ensemble du canton de Vaud. Clarens est desservie par les lignes R3 et R4 qui relient Vallorbe et/ou Le Brassus (pour la ligne R4) à Bex, voire Saint-Maurice,.
Elle est également desservie en semaine par trois trains RegioExpress au cours de la pointe du matin en direction de Lausanne / Renens et trois autres en pointe du soir en direction de Saint-Maurice.

### Intermodalité
La gare de Clarens est en correspondance directe avec la ligne 204 des VMCV reliant Montreux à Chailly.